# District d'Atghar
 (novembre 2016).
Le Discrict d'Atghar est un district dans la province de Zabol, dans le sud de l'Afghanistan. Il avait une population d'environ 8 400 habitants en 2013.

## Crédit d'auteurs
- (en) Cet article est partiellement ou en totalité issu de l’article de Wikipédia en anglais intitulé « Atghar District » (voir la liste des auteurs).